# Phygadeuon melanocerus
Phygadeuon melanocerus är en stekelart som beskrevs av Viereck 1917. Phygadeuon melanocerus ingår i släktet Phygadeuon, och familjen brokparasitsteklar. Inga underarter finns listade i Catalogue of Life.